# 岱山诰书楼
岱山诰书楼，位于中国广东省茂名市化州市杨梅镇岱山村，为化州市的一个市级文物保护单位，类型为古建筑，公布时间为1986年7月。
岱山诰书楼的历史年代为清代。